# Althaea officinalis
El malvavisco, altea, bismalva o hierba cañamera (Althaea officinalis) es una planta herbácea eurasiática, cultivada desde la antigüedad por sus propiedades medicinales.

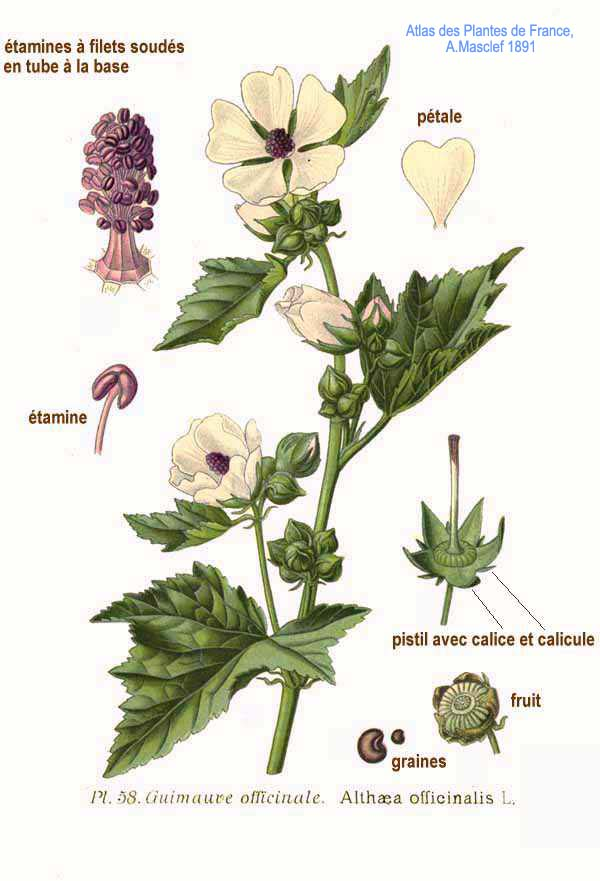
Ilustración

## Descripción
El malvavisco es una hierba, cuyos tallos alcanzan el metro y medio de alto; son erectos, de color blanquecino y ligeramente pubescente. Se ramifican apenas.
Las hojas con un tamaño de hasta 10 cm de alto por 7 cm de ancho, son también pubescentes, con pelillos blancos, cortos y apretados; dan por ello la sensación de estar empolvadas, tanto por el haz como por el envés. Están lobuladas 2 o 3 veces, y tienen forma romboidal; se nota en ellas destacadamente la nerviación. Nacen al extremo de un largo peciolo, que se va acortando a medida que se aproxima al extremo de la planta; poseen estípulas axiales, aunque estas se caen.

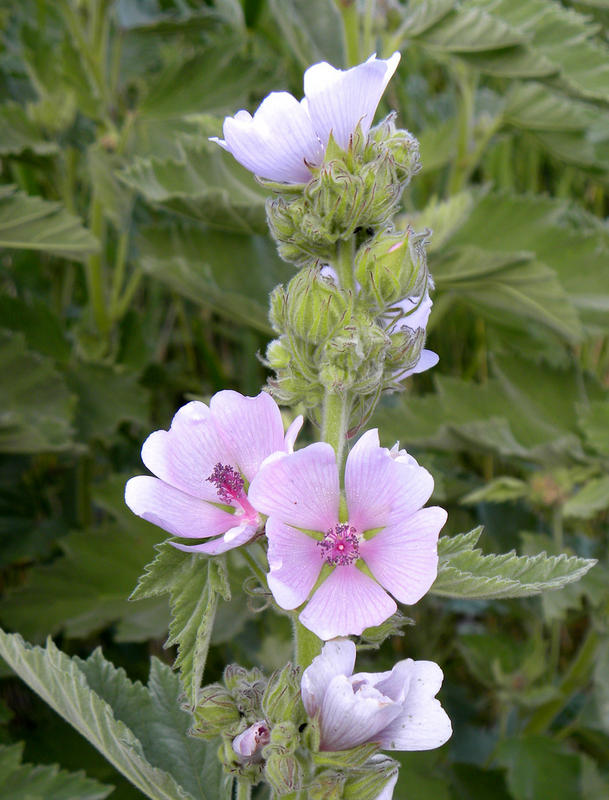
Flores de malvavisco.

Las flores, de color blanco o ligeramente rosadas, son axilares con un corto pedúnculo. Pueden darse solitarias, pero normalmente aparecen en fascículos axilares. El cáliz cuenta con cinco sépalos soldados y tiene epicáliz o un conjunto de brácteas que están encima del cáliz, de tal forma que parece que cuente con un segundo cáliz con 6 u 8 piezas de forma lanceolada. Los cinco pétalos, de hasta 2 centímetros de ancho, están unidos a un tubo estaminal cilíndrico, el androceo, que tiene los estambres ramificados o meristémonos, muy vistosos pues las anteras son de color violeta o purpúreas.
El fruto es un esquizocarpio en forma de disco, de hasta dos centímetros de diámetro y con una anchura de medio centímetro. Este está formado por 15 a 25 unidades más pequeñas, llamadas mericarpos; las semillas permanecen unidas hasta que se desprenden a modo de gajos para caer al suelo. Son vellosas y de color verde.
La raíz es gruesa, y va cobrando mayor tamaño con la edad. Es rica en almidón, y posee un distintivo gusto dulzón causado por la fuerte concentración de polisacáridos; contiene además pectina y varios flavonoides.

## Usos

### Ornamental
Los malvaviscos se utilizan en jardinería como plantas ornamentales. Como la mayoría de las plantas perennes herbáceas, requieren una posición soleada o parcialmente sombreada en un suelo húmedo y bien drenado.

### Medicinales

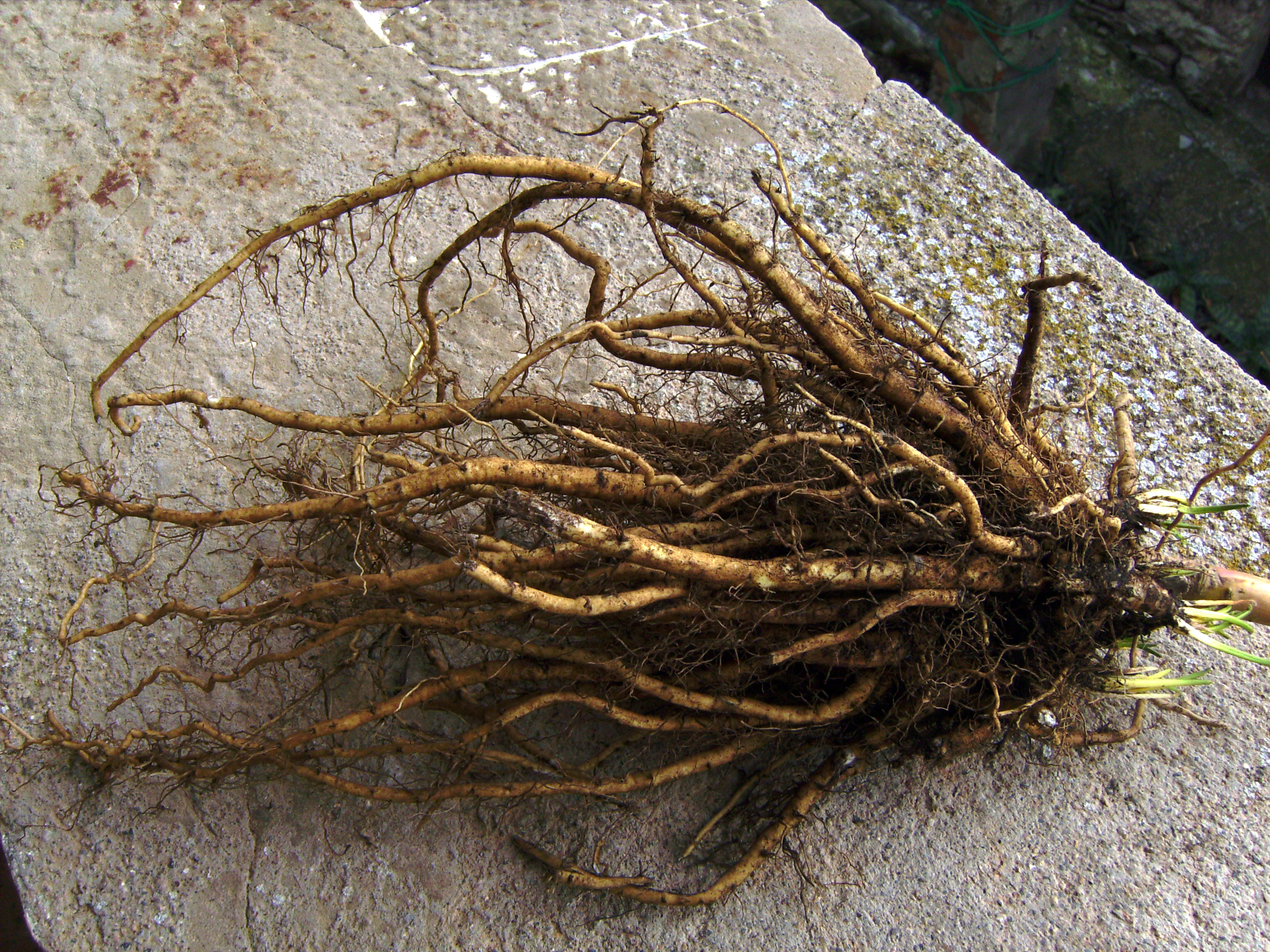
Raíces de malvavisco

Las hojas, flores y la raíz de A. officinalis (malvavisco) se han utilizado en medicina tradicional a base de hierbas. Este uso se refleja en el nombre del género, que proviene del griego ἄλθειν (althein), que significa "curar".
El malvavisco se usaba tradicionalmente como alivio para la irritación de las membranas mucosas, incluido el uso como gárgaras para la boca (Úlceras) y la garganta (úlcera gástrica). En Rusia, el jarabe de raíz se vende sin prescripción por farmacias, con la intención de tratar enfermedades respiratorias menores.

### Culinarios
Las hojas tiernas se pueden cocinar. Los botones florales se pueden encurtir. Las raíces se pueden pelar, cortar en rodajas, hervir y endulzar para hacer dulces. El agua que se usa para hervir cualquier parte de la planta puede ser un sustituto de la clara de huevo.
El extracto de raíz (extracto de halawa) se utiliza a veces como aromatizante en la elaboración de un bocadillo de Oriente Medio llamado halva. La versión francesa posterior de la receta, llamada pâte de guimauve (o  guimauve para abreviar), incluía un merengue de clara de huevo y a menudo se condimentaba con agua de rosas. Pâte de guimauve se parece más a los malvaviscos actuales comercialmente disponibles, que ya no contienen Althaea officinalis.

## Ecología
De esta especie se alimentan las larvas de la polilla Acontia lucida.

## Taxonomía
Althaea officinalis fue descrita por Carlos Linneo y publicado en Species Plantarum 2: 686. 1753.
Citología
Número de cromosomas de Althaea officinalis (Fam. Malvaceae) y táxones infraespecíficos Althaea officinalis L.
Etimología
Althaea: nombre genérico del Griego αλθαία, -ας, derivado de άλθω, médico, medicina, curar; luego al Latín althaea, -ae, el Malvavisco o altea (Althaea officinalis), pero también otras malváceas.
officinalis: epíteto latíno que significa "planta medicinal de venta en herbarios"
Sinonimia
NOTA: Los nombres que presentan enlaces son sinónimos en otras especies: 
- Althaea balearica
- Althaea micrantha
- Althaea officinalis micrantha
- Althaea officinalis pseudoarmeniaca
- Althaea officinalis var. pseudoarmeniaca
- Althaea pulchra
- Althaea sublobata
- Althaea taurinensis
- Althaea villosa
- Althaea villosoides
- Althaea vulgaris
- Malva althaea
- Malva maritima
- Malva officinalis

## Nombres comunes
- Castellano: altea, altea áspera, altea común, bismalva, camarmaje, cañamera, hierbacañamera, hierba cañamera, lavaradisco, malbaxuni, malbaxuri, malvabisco, malvarisco, malvarizco, malvavisco, malvavisco común, malvavisco verdadero, malvavizco, malvisco, marmait, matilla cañamera, muelle, vivisco, yerba cañamera.[11]